# Evangelische Kirche (Lorsbach)

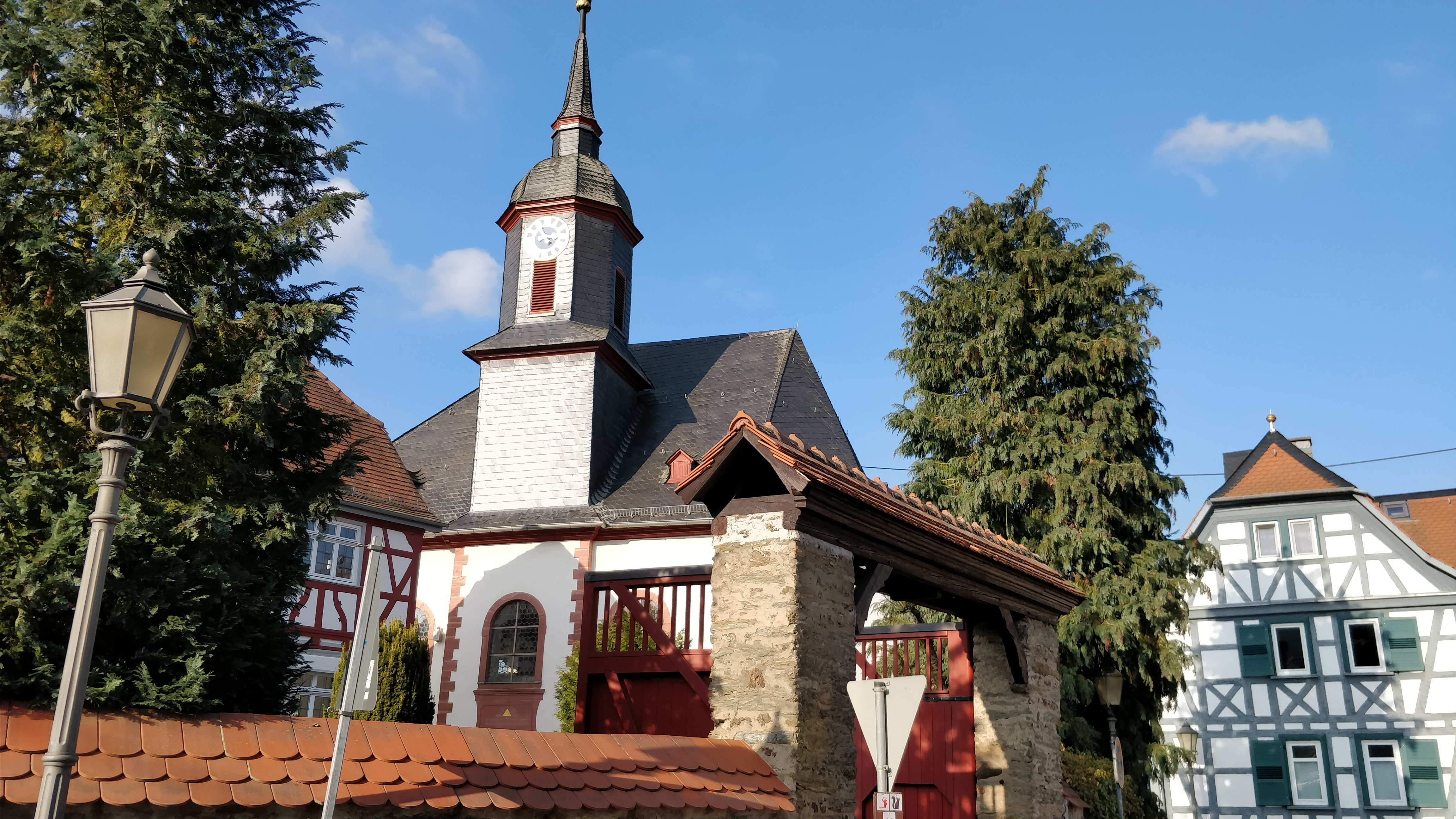
Evangelische Kirche in Lorsbach

Die Evangelische Kirche Lorsbach ist ein denkmalgeschütztes Kirchengebäude in Lorsbach, einem Ortsteil der Kreisstadt Hofheim am Taunus im Main-Taunus-Kreis in Hessen. Die Kirchengemeinde gehört zum Dekanat Kronberg in der Propstei Rhein-Main der Evangelischen Kirche in Hessen und Nassau.

## Beschreibung
Im 13. Jahrhundert war eine Kapelle gebaut worden, die 1550 wegen Baufälligkeit abgerissen wurde. Der an gleicher Stelle errichtete Nachfolgebau war im 18. Jahrhundert baufällig. Am 16. Juni 1768 wurde der Grundstein für die heutige Saalkirche gelegt, deren Entwurf von Mathias Clausecker stammte. 
Das Kirchenschiff hat im Osten einen dreiseitig abgeschlossenen Chor. An der südlichen Langseite des Kirchenschiffs ist in der Mitte ein quadratischer Dachturm, der von einem Risalit aus in das Kirchenschiff ragt. Sein achteckiger Aufsatz beherbergt hinter den Klangarkaden den Glockenstuhl, in dem eine Kirchenglocke hängt, die 1716 gegossen wurde. Bedeckt ist der Turm mit einer glockenförmigen Haube, die in einen spitzen Helm übergeht. 
Der Innenraum hat umlaufende Emporen. Die Kanzel im Chor wurde 1771 gebaut. Die erste Orgel wurde 1792 gebaut. Sie wurde 1912 durch eine Orgel von Friedrich Weigle (Sohn) ersetzt. 1978 wurden ein Altar, ein Taufbecken und ein Ambo neu angeschafft.